# Пилокарпин
Пилокарпин (новолат. Pilocarpinum) — алкалоид, лекарственное средство (м-холиномиметик). Применяется в офтальмологической практике.
Пилокарпин (глазные капли) входит в перечень жизненно необходимых и важнейших лекарственных препаратов.

## Общая информация
Пилокарпин выделяют из листьев растений рода пилокарпус, в которых его содержание достигает 0,8 % (в расчёте на сухое вещество).
Пилокарпин возбуждает периферические М холинорецепторы, вызывающие усиление секреции пищеварительных и бронхиальных желёз, резкое повышение потоотделения, сужение зрачка с одновременным уменьшением внутриглазного давления, повышение тонуса гладкой мускулатуры. Применяется при глаукоме и других заболеваниях глаз.
Алкалоид, добываемый из растения Pilocarpus pennatifolius, произрастающего в Бразилии.
В медицинской практике применяют пилокарпина гидрохлорид (Pilocarpini hydrochloridum).
Бесцветные кристаллы или белый кристаллический порошок без запаха. Гигроскопичен. Очень легко растворим в воде (1:1), легко — в спирте. Удельное вращение 2%-го раствора от +88,5 до +91.
Водные растворы (pH 5,0—5,5) стерилизуют при +100 °C в течение 30 минут.
Пилокарпин возбуждает периферические м-холинорецепторы, вызывает усиление секреции пищеварительных и бронхиальных желёз, резкое повышение потоотделения, сужение зрачка (с одновременным уменьшением внутриглазного давления и улучшением трофики тканей глаза), повышение тонуса гладких мышц, бронхов, кишечника, желчного и мочевого пузыря, матки. Антагонистами пилокарпина являются атропин и другие м-холинолитические средства.
При приёме внутрь пилокарпин быстро всасывается, однако перорально его обычно не назначают. При закапывании в конъюнктивальный мешок глаза он в обычных концентрациях мало всасывается и выраженного системного действия не оказывает.
Пилокарпин широко применяется в офтальмологической практике для понижения внутриглазного давления при глаукоме, а также для улучшения трофики глаза при тромбозе центральной вены сетчатки, острой непроходимости артерии сетчатки, при атрофии зрительного нерва, при кровоизлияниях в стекловидное тело.
Пилокарпин применяют также для прекращения мидриатического действия после применения атропина, гоматропина, скополамина или других холинолитических веществ для расширения зрачка при офтальмологических исследованиях.
Назначают пилокарпин в виде водных растворов; растворов с добавлением полимерных соединений (метилцеллюлозы и др.), оказывающих пролонгированное действие; мази и специальных плёнок из полимерного материала, содержащих пилокарпин. Обычно применяют 1%-й или 2%-й водный раствор пилокарпина 2—3—4 раза в день. В редких случаях назначают более концентрированные растворы (5—6 %).
Часто применяют пилокарпин в сочетании с другими препаратами, снижающими внутриглазное давление: β-адреноблокаторами (см. Тимолол), адреномиметиками и др.
Перед сном можно закладывать за веки 1—2%-ю пилокарпиновую мазь.
Глазные плёнки с пилокарпином целесообразно назначать в случаях, когда для нормализации тонуса глазного яблока требуется более чем 3—4-разовое закапывание растворов пилокарпина в сутки. Плёнку закладывают при помощи глазного пинцета за нижнее веко 1—2 раза в сутки. Смачиваясь слёзной жидкостью, она набухает и удерживается в нижнем конъюнктивальном своде. Непосредственно после закладывания плёнки следует удержать глаз в неподвижном состоянии в течение 30—60 секунд, пока произойдёт смачивание плёнки и переход её в мягкое (эластичное) состояние.
Выпускается также в виде глазных плёнок, содержащих по 2,5 мг пилокарпина и 1 мг адреналина гидротартрата.

## Форма выпуска
Формы выпуска: порошок; 1 % и 2 % растворы во флаконах по 5 и 10 мл; 1 % раствор в тюбиках-капельницах; 1 % раствор с метилцеллюлозой во флаконах по 5 и 10 мл; 1 % и 2 % глазная мазь; плёнки глазные (Membranulae ophthalmicae cum Pilocarpini hydrochlorido) в пеналах или флаконах по 30 штук с содержанием в каждой плёнке по 2,7 мг пилокарпина гидрохлорида (плёнки окрашены бриллиантовым зелёным в зелёный).